# Un uomo chiamato Apocalisse Joe
Un uomo chiamato Apocalisse Joe è un film del 1970 diretto da Leopoldo Savona.

## Trama
Joe Clifford è un giovane attore girovago, svelto con la pistola che si guadagna da vivere recitando opere di Shakespeare nei villaggi del West. Un giorno eredita da uno zio una miniera d'oro a Landberry, che però è nelle mani di Berg, un prepotente signorotto locale. Joe, dopo essere sopravvissuto a varie spedizioni punitive e agguati sfida apertamente l'usurpatore con l'aiuto di Rita, la padrona del saloon e dell'albergo che lo ospita, del suo barista e del sedicente Dottor Clan, dentista, barbiere, mediatore e faccendiere. Dopo una lunga lotta Joe riesce a sconfiggere Berg e a rientrare in possesso della miniera, ma dopo averne affidata la gestione a Clan preferisce tornare alla sua attività di attore girovago.